# Rachelle Viinberg
Rachelle Viinberg (* als Rachelle De Jong 30. April 1979 in Nanaimo) ist eine kanadische Ruderin.
Die 1,83 Meter große Viinberg rudert für die Victoria Vikes, den Sportklub der University of Victoria, wo sie einen Abschluss in Biologie erworben hat. Vorher gehörte sie dem Western Rowing Club in London und dem Regina Rowing Club an. Viinberg gewann 2002 ihre erste Weltmeisterschaftsmedaille und 2012 ihre erste Olympiamedaille. Von 2005 bis 2008 war sie als Skull-Ruderin aktiv, davor und danach als Riemen-Ruderin. Bei den Olympischen Spielen 2008 belegte sie mit dem kanadischen Doppelvierer den achten Platz. 2012 erruderte Viinberg mit dem Achter in München ihren einzigen Weltcupsieg.
Bis 2010 startete sie unter dem Namen Rachelle De Jong.

## Endkampfplatzierungen
(OS=Olympische Spiele, WM=Weltmeisterschaften)
- WM 2002: 2. Platz im Vierer ohne Steuerfrau (Roslyn McLeod, Rachelle De Jong, Darcy Marquardt, Pauline van Roessel)
- WM 2002: 6. Platz im Achter (Roslyn McLeod, Katy Dunnet, Darcy Marquardt, Karen Clark, Jacqui Cook, Rachelle De Jong, Dorota Urbaniak, Pauline van Roessel und Steuerfrau Sarah Pape)
- WM 2003: 4. Platz im Vierer ohne Steuerfrau (Krista Stewart, Rachelle de Jong, Bonnie Fiala, Sabrina Kolker)
- WM 2007: 5. Platz im Doppelvierer (Rachelle de Jong, Janine Hanson, Krista Guloien, Anna-Marie de Zwager)
- WM 2010: 2. Platz im Achter (Emma Darling, Cristy Nurse, Janine Hanson, Rachelle de Jong, Krista Guloien, Ashley Brzozowicz, Darcy Marquardt, Andréanne Morin und Steuerfrau Lesley Thompson)
- WM 2011: 2. Platz im Achter (Janine Hanson, Rachelle Viinberg, Natalie Mastracci, Cristy Nurse, Krista Guloien, Ashley Brzozowicz, Darcy Marquardt, Andréanne Morin und Lesley Thompson)
- OS 2012: 2. Platz im Achter (Janine Hanson, Rachelle Viinberg, Krista Guloien, Lauren Wilkinson, Natalie Mastracci, Ashley Brzozowicz, Darcy Marquardt, Andréanne Morin und Lesley Thompson)